# Il pleure dans mon coeur

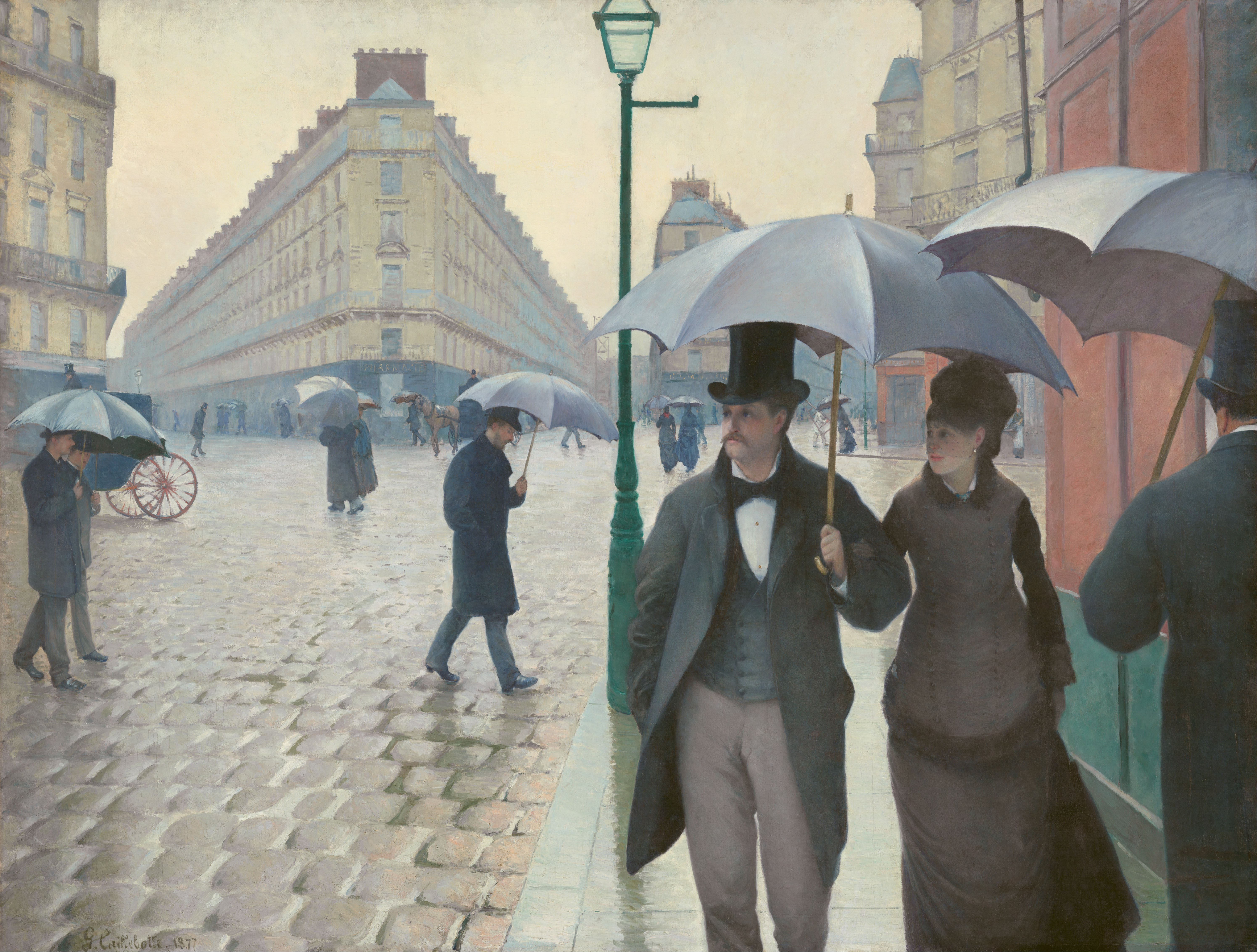
Gustave Caillebotte - Jour de pluie à Paris (1877)

Il pleure dans mon coeur (eigenlijk getiteld Ariette III) komt uit de bundel Romances sans paroles van Paul Verlaine die in 1874 werd gepubliceerd. Deze collectie bestaat uit korte gedichten met evocaties van 'innerlijke landschappen', gevoelens van verdriet (scheiding van zijn vrouw) en reisschetsen. Het woord "romance" benadrukt de muzikaliteit van het gedicht, dat bestaat uit 4 kwatrijnen met zesvoetige versregels (alexandrijnen).
Thema van Il pleure dans mon coeur: De dichter wordt overvallen door melancholie en verveling en weet er geen raad mee. Zijn verdriet heeft immers geen bekende oorzaak. Terwijl hij het landschap (de beregende stad) beschrijft, beschrijft hij tegelijkertijd de toestand van zijn ziel.
Ritme en rijm: de gedichten uit Romances sans paroles, en dus ook Ariette III, klinken bijzonder melodieus. De versregels zijn alexandrijnen, met dus zes lettergrepen per regel:
Il/ pleu/re/ dans/ mon/ coeur
Merk op dat hier de doffe 'e' in pleure uitgesproken dient te worden om het alexandrijn volledig te maken. Hetzelfde voor 
Quelle est cette langueur,
waar ofwel 'quelle', ofwel 'cette' al één lettergreep zou moeten worden uitgesproken om een zesvoetige versregel op te leveren.
Verlaine maakt in dit gedicht gebruik van slechts enkele rijmen: eur, uie, on, eine, wat het thema van de monotonie (de regen die valt en de melancholische 'bui' van de dichter) benadrukt. Daarnaast zijn er vele binnenrijmen, zoals in de eerste regel "pleure" en "coeur",  in de vijfde versregel  "bruit " en " pluie ", en opnieuw, in regel 9 en 10, "pleure " en "coeur".

## Andere vertalingen
- Enkele mooie vertalingen van Il pleure dans mon coeur zijn te vinden de website van Hernehim Cultuur